# Kirchstraße 18 (Bregenz)

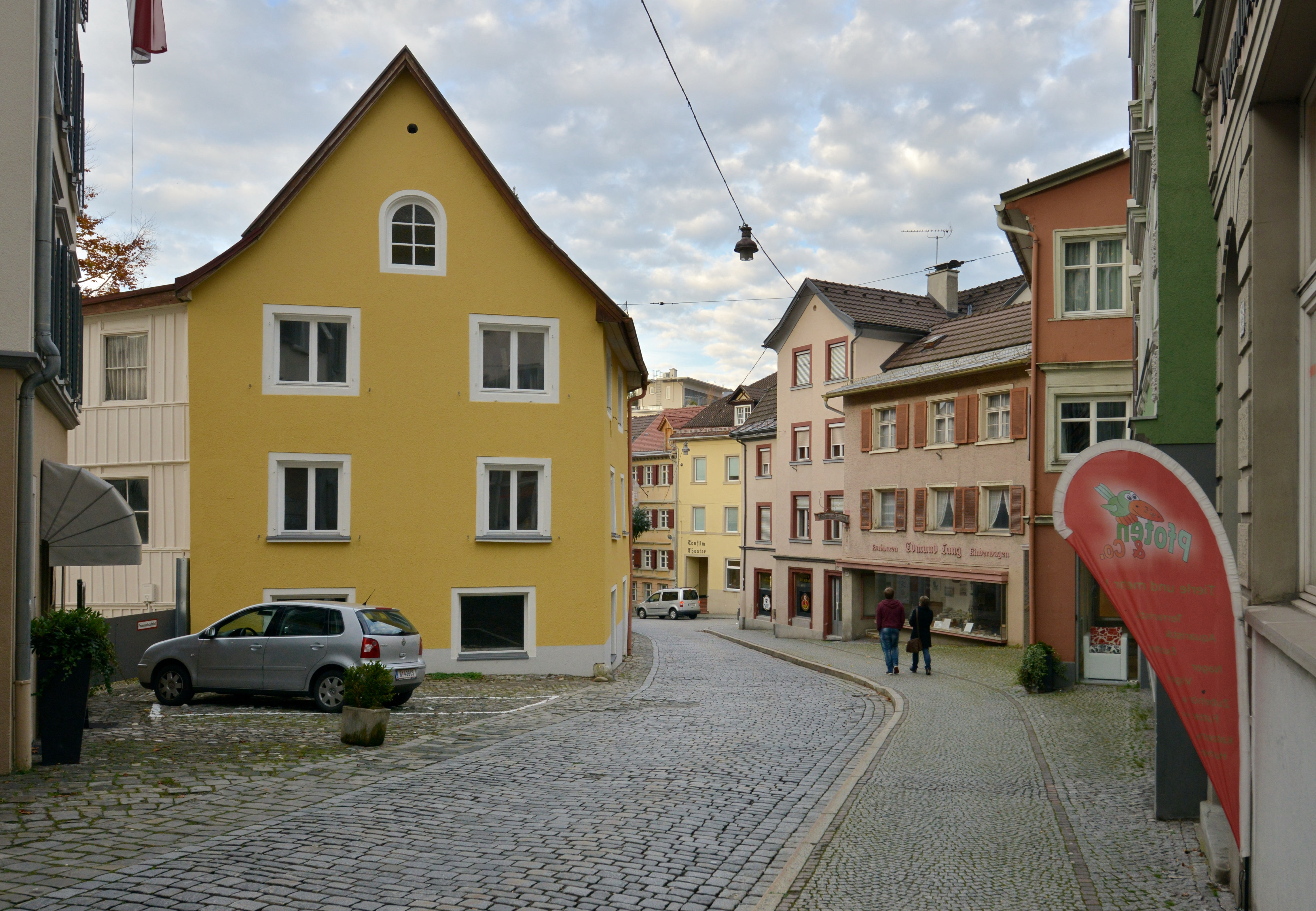
Kirchstraße 18 (2014)

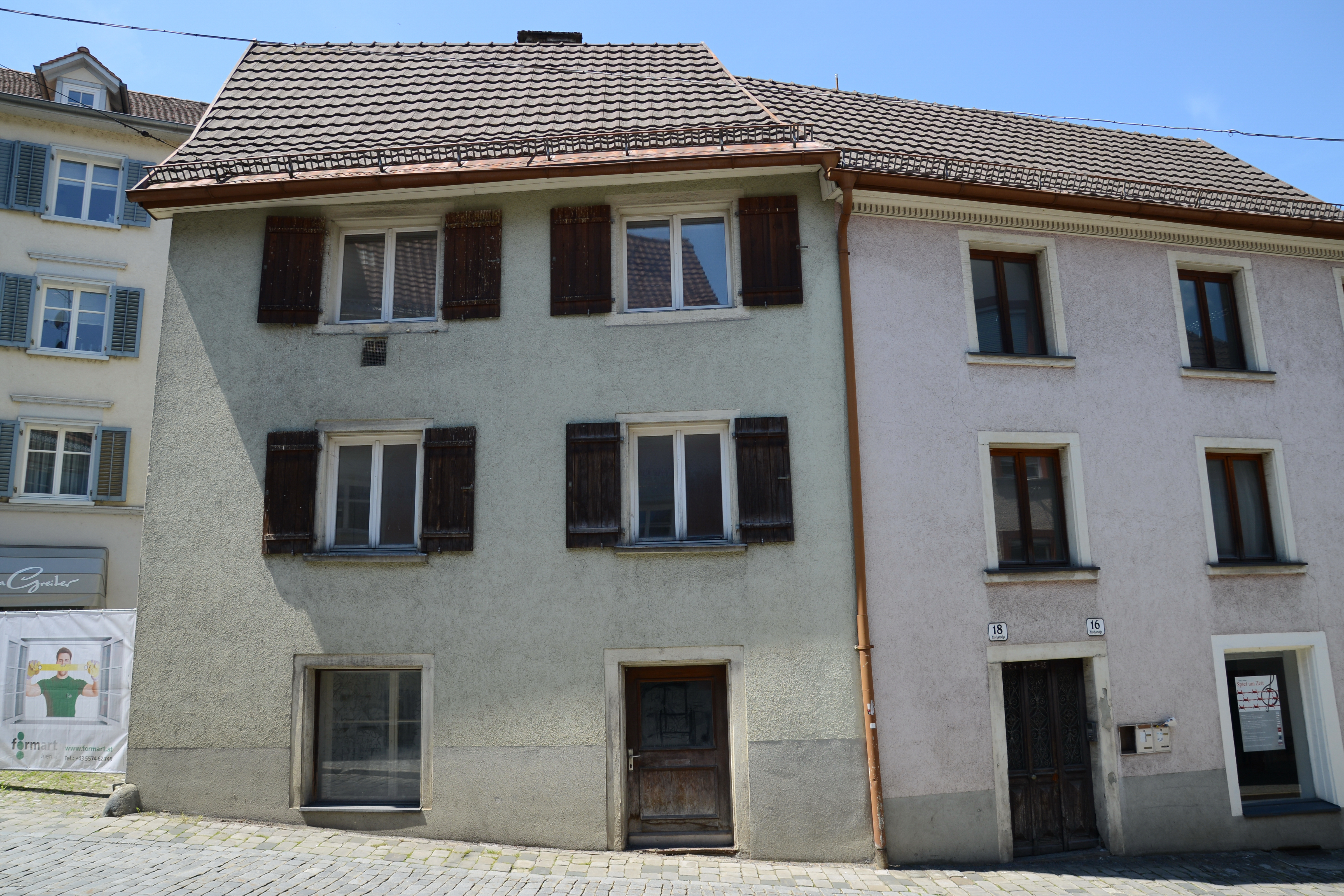
Kirchstraße 18 (links) und 16 (2013)

Kirchstraße 18 ist ein denkmalgeschütztes Wohnhaus in der Kirchstraße in Bregenz, Österreich.
Es bildet gemeinsam mit dem Gebäude Kirchstraße 16 einen freistehenden Gebäudekomplex, errichtet im 19. Jahrhundert. Das Bauwerk weist einen Fassadenknick auf und hat ein traufseitiges Satteldach.